# La Calera
La Calera là một khu tự quản thuộc tỉnh Cundinamarca, Colombia. Thủ phủ của khu tự quản La Calera đóng tại La Calera Khu tự quản La Calera có diện tích ki lô mét vuông. Đến thời điểm ngày 28 tháng 5 năm 2005, khu tự quản La Calera có dân số 17852 người.